# リー・ゼルディン

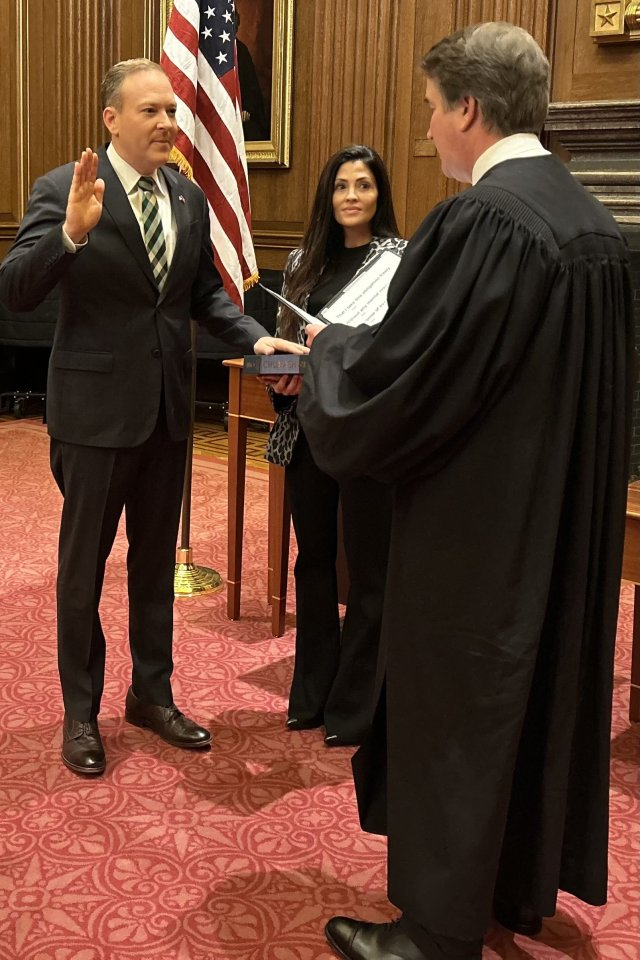
2025年の環境保護庁長官就任宣誓時（左端がゼルディン）

リー・マイケル・ゼルディン（英語: Lee Michael Zeldin, 1980年1月30日 - ）、はアメリカ合衆国の政治家。現在、同国環境保護庁長官（第17代）。アメリカ合衆国下院議員（4期）、ニューヨーク州上院議員（2期）を務めた。
2024年11月、ドナルド・トランプ次期大統領から次期環境保護庁長官にすると公表され、2025年1月29日に上院にて賛成56票、反対42票で承認。民主党からは賛成票が3票投じられた。同日中に環境保護庁長官に就任。